# Pegas
Os pegas (ou degas) foram índios brasileiros que habitaram a região do rio Piranhas, no Alto Sertão paraibano. O povo foi extinto em virtude das transferências maciças forçadas pela administração colonial e posteriormente pelo contato com a civilização. A cidade de Pombal fundou-se de uma missão jesuítica dos pegas.
No livro A Utopia Armada há a seguinte citação sobre tal povo:
A cidade de Pombal, na Paraíba, teve origem de uma aldeia de tapuios pegas, índios de difícil identificação. Irineu Joffily tem dúvida a respeito dessa identidade dos pegas por não ser a palavra que os designa («pega») nem cariri nem tupi, mas talvez portuguesa. A opinião mais razoável é que a designação tapuio é indicativa, na região, de uma identidade étnica mais cariri (...) como atestam as diferentes escritas das crônicas coloniais, tanto portuguesas como holandesas e francesas.
Em 1738, os pegas, por meio do então capitão-mor Francisco de Oliveira Lêdo, encarregado pela Coroa Portuguesa de administrar seus interesses perante a tribo, solicitam doação de terras no Sertão das Piranhas para que nelas pudessem situar sua aldeia, no que são atendidos.
A aldeia pega no vale do Piranhas chegou a ser regida por onze missionários.